# Jacques Ibañez
Pour les articles homonymes, voir Ibáñez.
Pas d'image ? Cliquez ici

a Compétitions nationales et continentales officielles uniquement.

Jacques Ibañez, né le 20 mai 1950 à Pau, est un joueur français de rugby à XV qui évolue au poste de talonneur. Après une carrière au sein de l'US Dax, il occupe également le poste d'entraîneur dans le club.
Il est le père de Raphaël Ibañez, également joueur de rugby à XV.

## Biographie
Jacques Ibañez est originaire d'Orthez où est implantée sa famille, avant qu'elle ne déménage vers Dax. Après avoir commencé sa carrière dans le rugby à XV au sein de l'US Orthez, il joue après son déménagement avec l'US Dax, au poste de talonneur,,.
Pendant sa carrière de joueur, il décroche un travail à la mairie de Dax le 2 février 1972 et occupe un poste dans différents services, du service propreté au contrôle des bâtiments communaux. Il débute sous les ordres de Léon Berho, ancien talonneur de l'US Dax. Le 17 février 1973, il donne naissance à Raphaël Ibañez, futur international français de rugby à XV au même poste que son père. Il dispute quelques mois plus tard la finale du championnat de France 1972-1973. Il prend sa retraite sportive en 1977 en raison d'une blessure aux cervicales, après sept saisons au sein de l'US Dax.
Pendant sa carrière, il obtient plusieurs sélections en équipe de France B, réserve de l'équipe nationale. Il est en effet barré par la concurrence d'Alain Paco.
Il se reconvertit en 1992 en tant qu'entraîneur de l'US Dax. Il prend d'abord en charge les catégories junior, décrochant le titre de champion de France en catégorie Reichel au terme de la saison 1992-1993, l'équipe étant entre autres composée de son fils Raphaël, de Richard Dourthe, Pascal Giordani et Olivier Magne. L'année suivante, il entraîne l'équipe première intégrant plusieurs éléments des juniors champions de France, aux côtés de François Gachet pendant une saison, puis associé à Jean-Philippe Coyola à partir de 1994. Après avoir atteint le stade des demi-finales contre le Stade toulousain, il quitte son poste alors que le rugby se professionnalise.
En mai 2010, il prend sa retraite professionnelle après 38 années à la mairie de Dax. Il habite dans la ville de Saugnac-et-Cambran.

## Palmarès

### En tant que joueur
Avec l'US Dax
- Championnat de France de première division :
  - Vice-champion (1) : 1973.

### En tant qu'entraîneur
Avec l'US Dax
- Championnat de France de première division :
  - Demi-finaliste (1) : 1996.
- Championnat de France Reichel :
  - Champion (1) : 1993.